# Rhotacisme
Cette page contient des caractères spéciaux ou non latins. S’ils s’affichent mal (▯, ?, etc.), consultez la page d’aide Unicode.
Cet article concerne la transformation d'une consonne en /r/. Pour la prononciation rhotacisée des voyelles, voir voyelle rhotique.
Le rhotacisme (terme formé à partir du grec ancien ῥῶ rhô, « la lettre R ») est une modification phonétique complexe consistant en la transformation d'un phonème en un /r/.

## Fonctionnement
On prendra ici comme exemple le rhotacisme de /s/, très fréquent en latin.
Le phénomène doit être décomposé en deux temps : 
- le [s] est voisé, entre deux phonèmes sonores (comme des voyelles) par exemple :
  - /s/ > /z/ ;
- le nouveau phonème change de mode d'articulation et devient une vibrante roulée :
  - /z/ > /r/.

Le fait que le phonème /z/ évolue en /r/, dont les points d'articulations sont relativement proches mais qui se diffèrent par le mode d'articulation, s'explique souvent par l'absence d'autres /z/ dans le système phonologique de la langue concernée. Ainsi, il s'agit d'une forme de nivellement phonologique par analogie : la langue, plutôt que d'accepter un nouveau phonème, le confond avec un autre qu'elle possède déjà, en l'occurrence un /r/. En latin, en effet, il n'y a pas de phonème /z/ (sauf dans des mots d'emprunts, la plupart du temps au grec, et encore le phonème est-il réalisé [zː], c'est-à-dire prononcé long).

## Exemples historiques

### En latin
Le rhotacisme est un type d'évolution phonétique très fréquent en latin ; pour les noms propres, Tite-Live signale la transformation de l'archaïque Fusius en Furius. Le rhotacisme permet d'expliquer nombre de formes apparemment anormales. 

#### Système nominal
Ainsi, les noms sigmatiques de la troisième déclinaison (noms formés à partir d'un suffixe -es- ou  -os- avant la désinence) offrent une flexion au cours de laquelle le thème semble modifié : 
- nominatif = radical + -e/os- + Ø
  - corp-us-Ø ;
- génitif = radical + -e/os- + -is > radical + -e/or- + -is
  - *corp-os-is > corp-or-is.

Le nom cité en exemple ne possède donc un thème corp-us- qu'au nominatif (thème nu). Dès qu'une désinence à initiale vocalique s'ajoute, le suffixe  -e/os- passe à  -e/or- par rhotacisme (-e/os- + V >  -e/or-V). D'autres noms à rhotacisme peuvent être cités : 
- flos, flor-is, « fleur » ;
- honos, honor-is (devenu en langue classique honor, honoris par nivellement analogique), « honneur » ;
- Venus, Vener-is, « Vénus » ;
- scelus, sceler-is, « crime », etc.

D'autre part, le rhotacisme peut affecter des désinences : c'est le cas de celles de génitif pluriel des noms de la première déclinaison, -rum (ainsi rosa-rum). La linguistique comparée permet de poser un étymon -sōm (venant des déclinaisons pronominales) précédé de la voyelle [a] du radical. La désinence ancienne se retrouve en osque sous la forme -sum puis -zum, qui est donc un stade intermédiaire entre [sum] et [rum]. Le grec a -ῶν -ỗn venant de *-ā-sōm, qui passe à -āōn (par amuïssement de [s] intervocalique), attesté chez Homère : τᾱ́ων tấôn, génitif pluriel de l'article au féminin ; τᾱ́ων évolue finalement en τῶν tỗn par contraction. Les trois langues ont donné lieu à trois traitements différents d'un même phonème dans un même contexte.

#### Système verbal
Le rhotacisme est aussi systématique dans la flexion verbale latine : ainsi, à partir du radical du verbe « être », soit es-, on obtient à l'imparfait et au futur er-am, er-as, er-at, etc. et er-o, er-is, er-it, etc. à partir de formes qui remontent à *es-am, *es-as, etc. et *es-o, *es-is, etc.
Ce mécanisme peut être dissimulé par l'absence de formes rhotacisées sans formes d'origine en regard, comme dans le cas des infinitifs en -re (ama-re, vide-re, cap-e-re, etc., respectivement « aimer », « voir », « prendre »), qui proviennent étymologiquement de formes en *-se:
- laborasse → laborare (travailler, 1re conjugaison)
- tenesse → tenere (tenir, 2e conjugaison)
- legesse → legere (lire, 3e conjugaison)
- capesse → capere (prendre, conjugaison mixte)
- audisse → audire (entendre, 4e conjugaison)

Les formes en -se ne sont conservées que pour es-se « être » et pos-se « pouvoir », ainsi que dans l'infinitif parfait (fuis-se « avoir été », amavis-se « avoir aimé »).
Dans les autres langues indo-européennes, le rhotacisme est remplacé par d'autres modifications (ou bien la langue ne modifie pas /s/ entre voyelles), de sorte qu'à lege-re, « lire », latin correspond λέγειν légein, « dire », grec (par amuïssement de /s/ intervocalique), tous deux issus d'un même étymon *lege-se(n) ; ce suffixe -sen (sans *n en latin) se retrouve bien en sanskrit sous la forme -san, en hittite sous la forme -sar.

#### Influence sur l'alphabet latin
Il serait vain de recenser tous les cas de rhotacismes en latin : ils sont en effet très nombreux. En conclusion, il faut rappeler que si le latin a fait passer ses /s/ intervocaliques à /r/, c'est surtout parce que /z/, qui serait le phonème attendu par voisement, n'existe pas dans le système phonologique de la langue, contrairement à /r/. C'est pourquoi l'alphabet latin primitif ne possède pas de lettre Z. Bien qu'hérité du grec en passant par l'étrusque, cet alphabet a pu se passer de la lettre située à la septième position (qui est aussi un zayn dans l'alphabet hébreu). Le grec ΑΒΓΔΕϜΖ, etc., devrait donner, indirectement, ABCDEFZ.
Comme le modèle étrusque utilisait le gamma grec (Γ) pour noter [k] et non [g] (l'étrusque n'avait en effet pas de phonème /g/), l'alphabet latin a eu besoin d'une nouvelle lettre pour ce phonème et s'est donc servi d'une modification de C, soit G (un C avec une barre supplémentaire). Son invention est attribuée à Spurius Carvilius Ruga (ou Rufa, selon les sources), au IIIe siècle av. J.-C.. La nouvelle lettre a été située à l'emplacement libre du Z, alors inutile, afin d'éviter un remodelage de l'ordre alphabétique, ce qui explique que l'on ait ABCDEFG et non ABCDEFZ. D'après J. Gow, qui ne mentionne pas Rufa/Ruga, c'est à l'époque du censeur Appius Claudius Cæcus, vers -312, que la nouvelle lettre aurait été introduite dans l'alphabet. C'est plus tard, au Ier siècle av. J.-C., que le latin, ayant besoin de noter des mots empruntés au grec, réintroduit la lettre Z. Puisque l'ordre alphabétique ne pouvait pas facilement être altéré, cette lettre est placée à la fin.

### Dans les langues romanes
Le rhotacisme est un phénomène qui se retrouve également dans plusieurs langues romanes :
- roumain : /l/ latin intervocalique devient /r/, SOLE > soare (soleil)
- istro-roumain : /n/ BENE > bire, LUNA  > lurę
- portugais : /l/ germanique BLANCU > branco (blanc)
- occitan, dans sa variété alpine et auvergnate : /l/ intervocalique ou final passe à /r/, solelh > sorelh (soleil), peiròl > peiròr (chaudron), etc. En Briançonnais et dans l'Oisans, /n/ intervocalique devient aussi /r/, luna > luro (lune), semana > semaro (semaine). En occitan limousin, /s/ peut se rhotaciser plutôt que de s'articuler ou de passer à /j/ : vesta (prononcé *verta), casqueta (pr. *carqueta), estomac (pr. *ertomac), etc.
- corse dans sa variété des Deux Sorru : /d/ se devient parfois /r/ à l'oral, donna > ronna (femme), ride > rire (rire), vede > vere (voir), pedi > peri (pieds), etc. Par ailleurs, le diglyphe /rn/ devient parfois /rr/ : carne > carre (viande), fornu > forru (four), etc.
- en toponymie catalane le phénomène est fréquent, comme Taresach qui a donné Tarerach[4].

### Dans les langues germaniques
Le rhotacisme de /s/ a aussi touché toutes les langues germaniques sauf le gotique. Le phénomène s'est appliqué en fonction de la place de l'accent tonique : le processus est décrit en détail dans l'article consacré à la loi de Verner. On peut citer les formes verbales du verbe « être », qui, selon la place de l'accent, donnent was ou were en anglais.

### Ailleurs
Le latin et les langues germaniques sont les langues indo-européennes dans lesquelles le rhotacisme est le plus systématique. On trouve cependant, sporadiquement, quelques traces de rhotacisme dans d'autres idiomes indo-européens. C'est le cas en grec ancien, dans certains dialectes, comme l'ionien d'Eubée méridionale (dialecte érétrien), où un /s/ intervocalique devient /r/ (sachant qu'en grec non plus /z/ ne fait guère partie du système phonologique avant la période hellénistique : il ne se rencontre que comme composante de zd/dz).
Le traitement de /s/ intervocalique, dans la plupart des dialectes grecs, repose plutôt sur un amuïssement si le /s/ est ancien, un maintien s'il est issu d'autres sources (assibilation, simplification, etc.) : par exemple, le datif pluriel du nom παῖς paĩs, « enfant », fait παιριν pairin en érétrien, contre παισίν paisín en ionien-attique, toutes formes remontant à παιδ-σίν paid-sín. Encore, il s'agit du rhotacisme de [s].
Le grec moderne possède plusieurs termes ayant subi le rhotacisme, comme αδέρφος adhérfos, variante d'αδέλφος adhélfos (grec ancien ἀδελφός adelphós) « frère », ou ήρθε írthe « il est venu » (grec ancien ἦλθε ḗlthe), aoriste d'έρχομαι érkhome. Dans ces deux termes, on note la confusion entre /l/ et /r/ (roulé), favorisée par la ressemblance auditive entre les deux sons.

## Le rhotacisme comme interférence de prononciation
Le terme de rhotacisme qualifie aussi une interférence ou une erreur de prononciation dans laquelle un /r/ est utilisé à la place d'autres sons (comme [l], [z], [n] ou [s]) ou bien quand un autre son remplace un /r/ attendu.
Ainsi, en onomastique, un patronyme avec un /l/, comme Leblond est modifié de sorte qu'il passe à Lebrond. Le cas se présente aussi en toponymie : le latin Londinium a donné le français Londres, en regard du London anglais et en France la ville de Langres tient son nom de la tribu gauloise des Lingones. De manière sporadique, le rhotacisme peut éclairer certains termes modernes en regard de leur étymon : c'est ainsi que l'on explique que le nom pour « frère », αδερφός aðerfós en grec moderne provient, après rhotacisme, de ἀδελφός adelphós en grec ancien. De même, par extension du sens de départ, tout « problème » de prononciation d'un /r/ sera nommé rhotacisme : c'est le cas en créole de la Guadeloupe où les /r/ des mots venus du lexique français sont prononcés comme des /w/ : prendre devient pwann [pwãn]. 
Le fait que tous ces mots sont lexicalisés empêche de parler d'une erreur.
On parle de rhotacisme par interférence de prononciation quand un locuteur étranger confond un ou plusieurs sons avec un /r/, quelle que soit sa réalisation : un Japonais, par exemple, dont la langue ne possède pas le phonème /l/, aura tendance à prononcer les /l/ d'une langue étrangère comme des /r/ de sa propre langue (soit [ɾ]). Ce sont bien là des erreurs car les mots obtenus ne sont jamais considérés corrects, sauf si le mot est emprunté et lexicalisé dans la langue du locuteur : miruku japonais représente milk anglais, le signifiant de cet emprunt s'expliquant, entre autres, par un rhotacisme. L'erreur résidera dans un énoncé proféré par un Japonais demandant a grass of mirk, par exemple. 
Enfin, lors de l'acquisition du langage, de nombreux enfants remplacent /r/ par /w/. On parlera là encore de rhotacisme. C'est dans ce cas un problème de prononciation que les locuteurs adultes corrigeront, directement ou non.